# Генерал-майор (Азербайджан)
Генерал-майор (азерб. General-mayor) — высший военный чин, присваиваемый в Азербайджанских вооруженных силах и государственных органах. Он делится на две основные категории: военные и специальные чины. Чин генерал-майора присваивается Президентом Республики Азербайджан.

## История
В период СССР звание генерал-майора было учреждено 7 мая 1940 года и присваивалось высшему командному составу Красной Армии. Во время Великой Отечественной войны и в последующие годы этот чин был разделен на различные категории и присуждался по решению Совета министров СССР гражданам СССР, в том числе и из Азербайджанской ССР.
После того как Азербайджан в 1991 году стал независимым государством, присвоение звания генерал-майора стало осуществляться Президентом Республики Азербайджан.

## Классификация
В соответствии с «Правилами соответствия специализированных степеней военных и дипломатических званий», звание генерал-майора соответствует высшему военному званию военно-морского флота — вице-адмиралу, званию III степени государственного советника юстиции в прокуратуре и правоохранительных органах, государственному советнику по миграционной службе III степени в миграционных органах, государственному советнику по налоговой службе III степени в налоговых органах, высоким специальным званиям II степени чрезвычайного и полномочного посла в дипломатическом ряду, а также специализированному званию III степени государственного советника в государственной службе.
В Азербайджане звание генерал-майора в военных формированиях и государственных органах классифицируется следующим образом:
- В Азербайджанской армии и других вооруженных формированиях — высший военный ранг генерал-майора;
- В вооруженных формированиях и государственных органах, занимающихся медицинским обслуживанием — высший военный и специальный ранг генерал-майор медицинской службы;
- В органах юстиции и прокуратуры — высший военный и специальный ранг генерал-майора юстиции;
- В таможенных органах — высший специальный ранг генерал-майора таможни;
- В органах внутренних дел — высший специальный ранг генерал-майора полиции;
- В органах чрезвычайных ситуаций — высший специальный ранг генерал-майора внутренних служб.

## Знаки различия

### Погоны
| Высшие военные звания                                      | Высшие военные звания    | Высшие военные звания                | Высшие военные звания                 | Высшие военные звания             | Высшие военные звания           | Высшие специальные звания | Высшие специальные звания        | Высшие специальные звания       | Высшие специальные звания       | Высшие специальные звания         |
| ---------------------------------------------------------- | ------------------------ | ------------------------------------ | ------------------------------------- | --------------------------------- | ------------------------------- | ------------------------- | -------------------------------- | ------------------------------- | ------------------------------- | --------------------------------- |
| Генерал-майор                                              | Генерал-майор            | Генерал-майор                        | Генерал-майор                         | Генерал-майор                     | Генерал-майор юстиции           | Генерал-майор полиции     | Генерал-майор пограничной службы | Генерал-майор юстиции           | Генерал-майор внутренних служб  | Генерал-майор службы фельдъегерей |
|                                                            |                          |                                      |                                       |                                   |                                 |                           |                                  |                                 |                                 |                                   |
| В Азербайджанской армии и других вооруженных формированиях | В Военно-воздушных силах | В Государственной пограничной службе | В Государственной службе безопасности | В Внешней разведывательной службе | В органах юстиции и прокуратуры | В органах внутренних дел  | В таможенных органах             | В органах юстиции и прокуратуры | В органах чрезвычайных ситуаций | В органах фельдъегерьской связи   |

У сотрудников, занимающих руководящие должность, погоны отличаются поясами с изображением колоса.
| Высшие военные звания                                                            | Высшие военные звания                    | Высшие военные звания                     | Высшие военные звания                 | Высшие специальные звания         |
| -------------------------------------------------------------------------------- | ---------------------------------------- | ----------------------------------------- | ------------------------------------- | --------------------------------- |
| Генерал-майор                                                                    | Генерал-майор                            | Генерал-майор                             | Генерал-майор                         | Генерал-майор пограничной службы  |
|                                                                                  |                                          |                                           |                                       |                                   |
| Руководящие должности в Азербайджанской армии и других вооруженных формированиях | Глава Государственной пограничной службы | Глава Государственной службы безопасности | Глава Внешней разведывательной службы | Председатель Таможенного Комитета |